# 久爾久縣
久爾久縣（羅馬尼亞語：Judeţul Giurgiu）是羅馬尼亞南部的一個縣。南與保加利亞隔多瑙河相望。面積3,526平方公里，2002年時人口為297,859。首府久爾久。
下設1市、2镇、51鄉。